# Michael Esper
Michael James Esper (New York, 1º dicembre 1976) è un attore statunitense.

## Filmografia parziale

### Cinema
- A Beautiful Mind, regia di Ron Howard (2001)
- Runner, Runner, regia di Brad Furman (2013)
- Chi è senza colpa (The Drop), regia di Michaël R. Roskam (2014)
- Ben is Back, regia di Peter Hedges (2018)
- Resurrection, regia di Andrew Semans (2022)
- The Creator, regia di Gareth Edwards (2023)
- Beau ha paura (Beau Is Afraid), regia di Ari Aster (2023)

### Televisione
- Person of Interest – serie TV, 2 episodi (2013-2014)
- Nurse Jackie - Terapia d'urto – serie TV, 7 episodi (2014-2015)
- Shades of Blue – serie TV, 11 episodi (2016)
- The Family – serie TV, 12 episodi (2016)
- Trust – serie TV, 7 episodi (2018)
- Ray Donovan – serie TV, 6 episodi (2019)
- Prodigal Son – serie TV, episodio 1x02 (2019)
- The Outsider – miniserie TV, 4 puntate (2020)
- Evil – serie TV, episodio 2x08 (2021)
- Florida Man – miniserie TV, 5 puntate (2023)
- Fallout – serie TV, 3 episodi (2024)

## Doppiatori italiani
Nelle versioni in italiano delle opere in cui ha recitato, Michael Esper è stato doppiato da:
- Edoardo Stoppacciaro in Person of Interest (ep. 3x22), Fallout
- Francesco Bulckaen in Shades of Blue, The Family
- Simone D'Andrea in Ray Donovan, The Creator
- Flavio Aquilone in Runner, Runner
- Emiliano Coltorti in Person of Interest (ep. 3x06)
- Stefano Brusa in Elementary
- Fabrizio Vidale in Ben is Back
- Massimo Bitossi in The Outsider
- Fabrizio Manfredi in Florida Man